# Johnny Case
Johnny Case, född 28 juni 1989 i Jefferson, är en amerikansk MMA-utövare som sedan 2014 tävlar i organisationen Ultimate Fighting Championship.